# Личный чемпионат СССР по шахматной композиции 1952
Чемпионат СССР по шахматной композиции 1952 — 3-й личный чемпионат.
П/ф — 367 композиций 64 авторов, опубликованных в 1948 (2-е полугодие) — 1952 (1-е полугодие); по разделу многоходовок — в 1946—1952 (1-е полугодие). 
Судейская коллегия: Е. Умнов (главный судья), Ю. Авербах, А. Батурин, Т. Горгиев, Р. Кофман. 

## Двухходовки
П/ф — 138 задач 34 авторов. Финал — 25 задач 15 авторов.  

1. Л. Лошинский — 82½ очка; 

2. Л. Загоруйко — 63½; 

3. И. Бирбрагер — 61; 

4. А. Копнин — 24; 

5. А. Гуляев — 17; 

6. С. Пугачёв — 16; 

7. В. Мачс — 14; 

8. А. Кейранс — 12; 

9. В. Ведерс — 11; 

10. Ю. Вахлаков — 10; 

11. Ф. Россомахо — 5; 

12—13. Ю. Белякин и Е. Рухлис — по 3; 

14. Ф. Дюммель — 2; 

15. Н. Кащеев — 1. 
Лучшая композиция — Л. Загоруйко. 

## Трёхходовки
П/ф — 104  задачи 26 авторов. Финал — 25 задач 14 авторов. 

1. Л. Лошинский — 84 очка; 

2. Л. Загоруйко — 54; 

3. А. Гуляев — 50; 

4. В. Шиф — 29; 

5. А. Орешин — 25; 

6. С. Пугачёв — 23; 

7. Г. Лободинский — 21; 

8. В. Брон — 13; 

9. М. Либуркин — 8; 

10—11. Б. Назаров и Р. Пономарёв — по 5; 

12. А. Домбровскис — 4; 

13. А. Кейранс — 3; 

14. 3. Пигитс — 1.
Лучшая композиция — Л. Лошинский.

## Многоходовки
П/ф — 40 задач 15 авторов. Финал — 20 задач 12 авторов. 
1. А. Немцов — 63 очка;
2. В. Брон — 43;
3. X. Хиндре — 24;
4. В. Исарьянов — 20;
5. Ал. Кузнецов — 18;
6. Л. Загоруйко — 17;
7. Белякин — 8;
8. А. Студенецкий — 7;
9. З. Бирнов — 4;
10. Ведерс — 3;
11. А. Ярославцев — 2;
12. В. Савченко — 1.

Лучшая композиция — А. Немцов.

## Этюды
П/ф — 85 этюдов 20  
авторов. Финал — 25 этюдов 15 авторов. 
1. M. Либуркин — 70 очков;
2. А. Казанцев — 49;
3. Г. Каспарян — 44;
4. А. Гурвич — 39;
5. Г. Заходякин — 30;
6. В. Чеховер — 29;
7. З. Бирнов — 20;
8. А. Гуляев — 15;
9. В. Брон — 8;
10. Ф. Бондаренко — 6;
11. В. Корольков — 5;
12. А. Гербстман — 4;
13. Б. Сахаров — 3;
14. Г. Надареишвили — 2;
15. П. Бабич — 1.

Лучшая композиция — А. Казанцев.